# Serbische Männer-Handballnationalmannschaft (Junioren)
Die serbische Männer-Handballnationalmannschaft (Junioren) ist die Nationalauswahl Serbiens für Nachwuchsspieler der Altersklasse Junioren.

## DefinitionJuniorenundJugend
Die Juniorenauswahl steht altersmäßig zwischen der A-Nationalmannschaft und der Jugendauswahl.
Da sich die Leistungsfähigkeit von Sportlern altersabhängig unterscheidet, wird eine Klasseneinteilung vorgenommen. Unterhalb der Erwachsenenklasse Senioren werden die Sportler abhängig vom Geburtsjahr Altersklassen zugeteilt. Im deutschen Sprachraum wird dabei der Buchstabe U (steht für unter) vor das jeweilige Alter gesetzt. Die Junioren und Jugend genannten Sportler treten in den Altersklassen U 21 (unter 21 Jahren) und U 19 (unter 19 Jahren) an. Da für die Einteilung das Geburtsjahr ausschlaggebend ist, können die Sportler ihre Klassenzugehörigkeit während einer Saison beibehalten.
Beispiele: An den U-21-Wettbewerben im Jahr 2018 durften Spieler der Geburtsjahrgänge 1998 und 1999 teilnehmen. An den U-19-Wettbewerben des Jahres 2018 durften Spieler der Geburtsjahrgänge 2000 und 2001 teilnehmen.
Da die Altersklassen jeweils nur zwei Jahre behalten werden, ist die Fluktuation weit größer als bei den Erwachsenenauswahlen.

## Wettbewerbe

### Weltmeisterschaft der Junioren (U 21)
Die U-21-Weltmeisterschaften werden seit 1977 grundsätzlich alle zwei Jahre ausgetragen.
Die serbische Auswahl nahm mit nachstehend aufgeführten Ergebnissen teil:
| Jahr     | Gastgeber                                         | Teams                                             | Platz                                             | Anmerkungen                                       |
| -------- | ------------------------------------------------- | ------------------------------------------------- | ------------------------------------------------- | ------------------------------------------------- |
| Vor 2007 | Teilnahme als Serbien-Montenegro bzw. Jugoslawien | Teilnahme als Serbien-Montenegro bzw. Jugoslawien | Teilnahme als Serbien-Montenegro bzw. Jugoslawien | Teilnahme als Serbien-Montenegro bzw. Jugoslawien |
| 2007     | Nordmazedonien                                    | 20                                                | nicht teilgenommen                                | nicht teilgenommen                                |
| 2009     | Ägypten                                           | 24                                                | nicht teilgenommen                                | nicht teilgenommen                                |
| 2011     | Griechenland                                      | 24                                                | 18.                                               | –                                                 |
| 2013     | Bosnien und Herzegowina                           | 24                                                | 10.                                               | –                                                 |
| 2015     | Brasilien                                         | 24                                                | 17.                                               | –                                                 |
| 2017     | Algerien                                          | 24                                                | nicht teilgenommen                                | nicht teilgenommen                                |
| 2019     | Spanien                                           | 24                                                | 13.                                               | –                                                 |
| 2021     | Ungarn                                            | Das Turnier fiel wegen der COVID-19-Pandemie aus. | Das Turnier fiel wegen der COVID-19-Pandemie aus. | Das Turnier fiel wegen der COVID-19-Pandemie aus. |
| 2023     | Deutschland, Griechenland                         | 32                                                | 04.                                               | Miloš Kos wurde in das All-Star Team gewählt.     |
| 2025     | Polen                                             | 32                                                | 17.                                               |                                                   |

### Europameisterschaft der Junioren (U 20)
Die U-20-Europameisterschaften werden seit 1996 grundsätzlich alle zwei Jahre ausgetragen.
Die serbische Auswahl nahm mit nachstehend aufgeführten Ergebnissen teil:
| Jahr     | Gastgeber                                         | Teams                                             | Platz                                             | Anmerkungen                                                                      |
| -------- | ------------------------------------------------- | ------------------------------------------------- | ------------------------------------------------- | -------------------------------------------------------------------------------- |
| Vor 2008 | Teilnahme als Serbien-Montenegro bzw. Jugoslawien | Teilnahme als Serbien-Montenegro bzw. Jugoslawien | Teilnahme als Serbien-Montenegro bzw. Jugoslawien | Teilnahme als Serbien-Montenegro bzw. Jugoslawien                                |
| 2008     | Rumänien                                          | 16                                                | 11.                                               | –                                                                                |
| 2010     | Slowenien                                         | 16                                                | 10.                                               | –                                                                                |
| 2012     | Türkei                                            | 16                                                | 15.                                               | –                                                                                |
| 2014     | Österreich                                        | 16                                                | 08.                                               | –                                                                                |
| 2016     | Dänemark                                          | 16                                                | 14.                                               | –                                                                                |
| 2018     | Slowenien                                         | 16                                                | 08.                                               | –                                                                                |
| 2020     | Kroatien                                          | Das Turnier fiel wegen der COVID-19-Pandemie aus. | Das Turnier fiel wegen der COVID-19-Pandemie aus. | Das Turnier fiel wegen der COVID-19-Pandemie aus.                                |
| 2022     | Portugal                                          | 16                                                | 03.                                               | Stefan Dodić wurde als MVP und Marko Tasić als bester Verteidiger ausgezeichnet. |
| 2024     | Slowenien                                         | 24                                                | 13.                                               | –                                                                                |